# Reactable

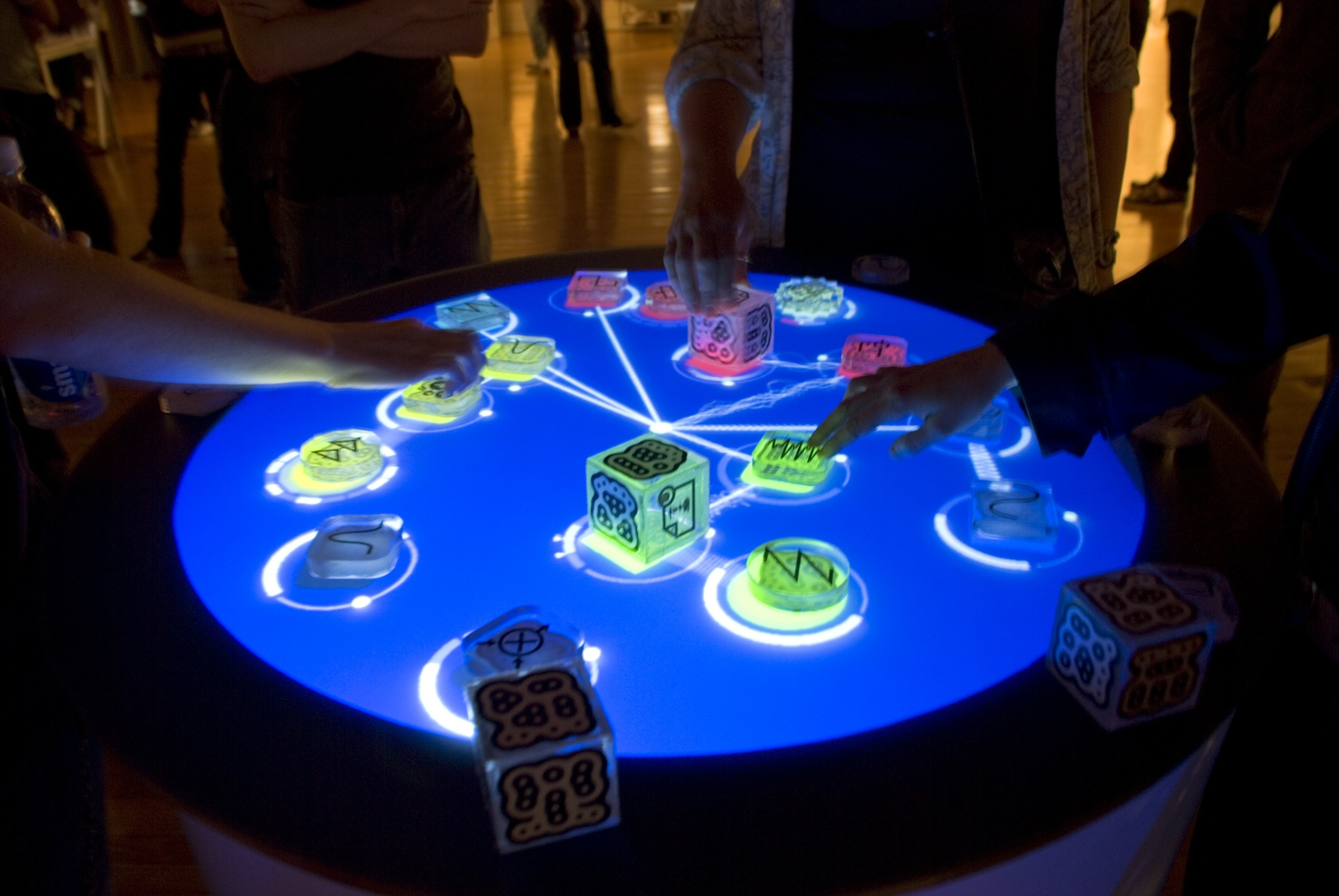
Transmediale 2006, Berlin, febrero de 2007.

El Reactable  es un instrumento musical electrónico colaborativo dotado de una interfaz tangible basada en una mesa, e inspirado en los sintetizadores modulares de los años sesenta. Fue desarrollado por el Grupo de Tecnología Musical de la Universidad Pompeu Fabra de Barcelona, por un equipo de investigación integrado por Sergi Jordà, Marcos Alonso, Günter Geiger y Martin Kaltenbrunner. Múltiples usuarios simultáneos comparten el control total del instrumento moviendo y rotando objetos físicos sobre la superficie de una mesa circular luminosa. Manipulando dichos objetos, los cuales representan los componentes clásicos de un sintetizador modular, los usuarios pueden crear tipologías sonoras complejas y dinámicas, mediante generadores, filtros y moduladores, en una clase de sintetizador modular tangible.

## Funcionamiento y estructura
La Reactable consta de un tablero semi translúcido, iluminado directamente, con dos cámaras situadas al otro lado del tablero que analiza de vez en cuando la superficie y sigue los movimientos, la naturaleza, la posición y la orientación de los diferentes objetos físicos y lógicos que están situados sobre el tablero por medio de visión artificial. Varios músicos simultáneos comparten control completo sobre el instrumento moviendo y rotando los objetos en el redondo tablero luminoso. Al mover y relacionar los objetos por la superficie del tablero se modifica la estructura y los parámetros del sintetizador de sonido. Estos objetos conforman los típicos módulos de un sintetizador modular. Simultáneamente, el proyector muestra la actividad y las características principales del sonido producido, otorgándole de esta forma la necesaria retroalimentación al ejecutante. De esta forma varios músicos pueden compartir el control desplazando y rotando fichas transparentes sobre la mesa luminosa. Cada uno de los usuarios puede crear una función sonora diferente.
Entre otras cosas, Reactable intenta ser:
- Colaborativo: manipulado por varios ejecutantes (en forma local o remota)
- Intuitivo: sin manual, sin instrucciones
- Poseedor de una sonoridad interesante y desafiante
- Enseñable y aprendible (incluso por niños)
- Apto para novatos (instalaciones) y para músicos electrónicos avanzados (conciertos)

## Software: ReacTIVision
ReacTIVision, el software detrás de Reactable, es un sistema de visión artificial de código abierto (no la parte de audio, sí la de video) y multiplataforma pensado para un rastreo rápido y estable tanto de marcas asignadas a objetos físicos como de acciones multi-tacto. Fue diseñado principalmente como un conjunto de herramientas para el rápido desarrollo de interfaces tangibles basadas en mesas y superficies interactivas multi-tacto. El sistema fue desarrollado por Martin Kaltenbrunner y Ross Bencina en el Music Technology Group de la Universitat Pompeu Fabra en Barcelona, España, como parte del proyecto Reactable.

## Presentaciones
El Reactable fue presentado por primera vez en público en 2005 en el Congreso Internacional de música de ordenador en Barcelona. Este instrumento electrónico era un proyecto de investigación interna por el uso de investigadores y de la comunidad de música electrónica. A partir de vídeos que se colgaron en la red demostrando su funcionamiento, el Reactable se dio a conocer y llegó a la cantante islandesa Björk, la cual fue la primera en utilizarlo en concierto en su gira mundial "Volta". Lo estrenó en el preestreno de la gira en París y Damian Taylor fue el encargado de tocar el Reactable en los escenarios durante 80 conciertos. A partir de aquí, el instrumento se popularizó y otros músicos lo han integrado en sus actuaciones,  Fussible & Bostich de Nortec Collective, la banda Nero, David Guetta y el autor catalán Guillamino.
El Reactable se ha presentado en diferentes festivales y congresos como el Ars Electronica (Austria), el Sónar (Barcelona), NIME, el Transmediale (Berlín), el Siggraph (Boston) y el CODE Festival (Vancouver). Con los años, el equipo liderado por Sergi Jordà ha realizado más de 150 presentaciones y conciertos en más de 30 países.

## Reactable Systems
Reactable Systems es la empresa spin off creada en 2009, que comercializa el Reactable y que col·labora con el Music Technology Group. Aplican las nuevas tecnologías en la interacción de las personas con los ordenadores, la tecnología musical y las imágenes. A partir del primer prototipo de Reactable, ha lanzado al mercado diferentes versiones.

### Reactable live!
Versión que fue diseñada para que músicos i dj’s lo pudieran utilizar en escenarios. Reúne todas las características del Reactable original, pero es portátil y mucho más fácil de configurar.

### Reactable móvil
App que fue lanzado a finales de 2010 con el objetivo de hacer llegar el instrumento a más gente a partir del dispositivo móvil. Esta versión tiene como base el sistema del Reactable, con la diferencia que toda la interacción con el instrumento es táctil y no mediante objetos físicos. Reactable Móvil permite acceder directamente a la comunidad Reactable, donde se pueden descargar contenidos musicales, crear, guardar y compartir con otros usuarios las propias creaciones.
Reactable ha comercializado la aplicación para teléfonos inteligentes y tabletas, sistemas operativos iOS y Andrioid. La versión para Teléfono inteligente es mucho más simple que la de tabletas, que ya empiezan a utilizar muchos músicos i dj’s en conciertos.

### Reactable Experience[3]
El Reactable Experience fue diseñado y pensado para espacios públicos e instituciones como museos, centros de ciencia, galerías de arte, escuelas y universidades. A diferencia del Reactable original, que está pensado únicamente para músicos profesionales, esta versión es más colaborativa, intuitiva y didáctica. A continuación una lista de centros de todo el mundo donde se puede encontrar el Reactable Experience:
- Intech Science Center, Reino Unido
- Discovery World, Estados Unidos
- Polymechanon Science Center, Grecia
- Museo Laberinto de las Ciencias y las Artes, México
- Montréal Science Centre, Canadá
- Exposición itinerante por España, CosmoCaixa
- SKM, Alemania
- Santralistanbul, Turquía
- Museum für Kommunikation, Suiza
- Science Centre Singapore, Singapur
- Sub Mic Pro, Itália
- Experimenta, Alemania
- Discovery Place, Estados Unidos
- Science Galler, Irlanda
- Copernicus Science Centre, Polonia

## Músicos que han usado el instrumento
- Carles López fue el músico principal a cargo del desarrollo del proyecto y fue quien realizó la mayoría de las presentaciones alrededor del mundo, además de utilizarlo en el programa de televisión para La Sexta BFN ,[4]
- Björk lo utilizó para la gira de apoyo de su disco Volta.[5]
- David Guetta lo utilizó en una entrevista realizada en el programa de televisión para Antena 3 El hormiguero.[6]
- Gui Boratto.[7]
- Oliver Huntemann lo empleó en la gira de su disco Paranoia.[8]
- Bostich + Fussible, Nortec Collective.[9]
- Coldplay en su single Midnight.[10]